# 金山桥站 (徐州市)
金山桥站是徐州地铁3号线的地铁车站，位于中华人民共和国江苏省徐州市鼓楼区下淀路与三环东路交叉口，于2024年12月3日开通。

## 车站结构
金山桥站沿下淀路东西设置，为地下二层岛式站台车站，车站长467米，车站地下一层为站厅层，地下二层为站台层，站台设置全高站台门。车站东侧设有两条存车线。
| 地面              | 出入口 | 1、2、3、4出入口                                                                                          |
| 地下一层          | 站厅   | 客服中心、自动售票机、验票机                                                                              |
| 地下二层          | 站台   | \| \| \| █ 3号线往银山（杨庄） \| \| 島式 · 開左邊车门 \| \| \| \| \| \| █ 3号线往振兴大道（经贸学校） \| |
|                   |        | █ 3号线往银山（杨庄）                                                                                     |
| 島式 · 開左邊车门 |        | |
|                   |        | █ 3号线往振兴大道（经贸学校）                                                                             |

## 车站出口
金山桥站共设4个出入口，各出口及周围设施如下所示：
| 出口编号            | 照片 | 出口指示                           | 建议前往的目的地                           |
| ------------------- | ---- | ---------------------------------- | ------------------------------------------ |
| 1 · 出口            |      | 下淀路（北侧），三环东路（西侧）   | 美的乐城                                   |
| 2 · 出口 · （设有） |      | 下淀路（北侧），三环东路（西侧）   | 美的乐城                                   |
| 3 · 出口            |      | 下淀路（南侧），三环东路（西侧）   | 徐州市鼓楼区人民法院，徐州市公路工程总公司 |
| 4 · 出口 · （设有） |      | 蟠桃山路（南侧），三环东路（东侧） | 恒邦花半里                                 |
| 图例： 设有         |      |                                    |                                            |

## 接驳交通

### 公交车
- 鼓楼法院：73路
- E20创意园(蟠桃山路)：3路，55路
- E20创意园：33路，615路
- 基桩公司：3路，33路，55路，55路夜班，67路，73路，615路，专23路

## 车站历史
本站工程名为金山桥副中心站，正式站名为金山桥站，以车站所处的金山桥街道命名。
- 2023年4月13日，车站一期主体结构封顶[2]。
- 2024年12月3日，车站随3号线二期通车开通[1]。